# Siri von Essen
Sigrid Sofia Matilda Elisabet (Siri) von Essen, född 17 augusti 1850 på Jackarby gård i Borgå, död 21 april 1912 i Helsingfors, var en finlandssvensk skådespelerska. Som skådespelerska var hon verksam vid Dramaten från 1877. von Essen var gift med författaren August Strindberg åren 1877–1891.

## Biografi

### Uppväxt
Siri von Essen föddes i en finlandssvensk adlig familj som dotter till stabskaptenen Karl Reinhold von Essen och hans hustru Elisabet Charlotta In de Betou. Hon undervisades i hemmet av en fransktalande guvernant. När hon var 13 år reste familjen till Paris där von Essen gick några månader i klosterskola. Sedan familjen tvingats sälja sin egendom flyttade de till Stockholm 1868. von Essen tillhörde ätten von Essen af Zellie.

### Äktenskap
Siri von Essen var 1872–1876 gift med löjtnant, friherre Carl Gustaf Wrangel af Sauss. Med sin förste make fick von Essen dottern Sigrid 1873, som dog 1877. År 1875 träffade von Essen författaren August Strindberg. Våren 1876 beslöt Wrangel och von Essen att skilja sig. Ett motiv för skilsmässan var von Essens önskan att få arbeta som skådespelerska, något som var oförenligt med makens rang. Wrangel hade dessutom en kärleksförbindelse med von Essens unga kusin. von Essen gifte sig senare med Strindberg, år 1877. I äktenskapet med Strindberg föddes fyra barn, varav tre levde till vuxen ålder, dottern Greta omkom dock i en olycka (järnvägsolyckan i Malmslätt), 30 år gammal, i juni 1912, och sonen Hans avled 33 år gammal, i september 1917. Dottern Karin (1880–1973; gift med Vladimir Smirnov) var författare.  
Strindberg och von Essen skilde sig år 1891. Skilsmässan var klar våren 1893, varvid von Essen tilldelades vårdnaden om deras barn. Hon flyttade därefter med barnen till Finland, där hon kom att försörja sig själv och barnen med översättningar och teaterlektioner. 
August Strindberg skrev efter skilsmässan boken En dåres försvarstal, som handlar om deras förhållande.

### Död
von Essen avled 1912 i Helsingfors i Storfurstendömet Finland (nuvarande Finland) men begravdes på Norra begravningsplatsen utanför Stockholm.

## Skådespelarkarriär
Hösten 1876 tog von Essen teaterlektioner och debuterade 1877 som skådespelerska på Dramaten. Den 30 december 1877 gifte sig von Essen och August Strindberg. Deras första barn föddes snart därefter men dog inom några dagar. Strindberg skrev 1882 två pjäser direkt för von Essen: Herr Bengts hustru och Lycko-Pers resa. 
Dottern Karin föddes 1880 och Greta 1881. När von Essen återigen blev gravid blev hon uppsagd från Dramaten. 1883 reste familjen utomlands och bodde i Frankrike och Schweiz. Sonen Hans föddes 1884. Efter Giftasrättegången 1884 förklarade Strindberg att han aldrig tänkte återvända till Sverige. I Grez-sur-Loing blev von Essen vän med bland andra danskan Marie David. Strindberg anklagade von Essen och David för att ha ett lesbiskt förhållande. I Danmark 1888 startade von Essen och Strindberg Skandinavisk försöksteater. von Essen spelade titelrollen vid urpremiären av Fröken Julie. På grund av bland annat dålig ekonomi upplöstes teatern. 
Makarna flyttade åter till Stockholm 1889 och påbörjade skilsmässoförhandlingarna 1890.

## Teater

### Roller (ej komplett)
| År   | Roll   | Produktion                           | Teater                   |
| ---- | ------ | ------------------------------------ | ------------------------ |
| 1882 | Jane   | Jane Eyre Charlotte Brontë           | Nya teatern, Helsingfors |
| 1882 | Margit | Herr Bengts hustru August Strindberg | Nya teatern              |